# Corynactis hoplites
Corynactis hoplites is een Corallimorphariasoort uit de familie van de Corallimorphidae. De wetenschappelijke naam van de soort is voor het eerst geldig gepubliceerd in 1893 door Haddon & Shackleton.